# Стоян Ристески
 Тази статия е за историка и писателя от Северна Македония.  За югославския партизанин вижте Стоян Ристевски.  
Стоян Ристески (на македонска литературна норма: Стојан Ристески) е писател, поет и историк от Северна Македония.

## Биография
Ристески е роден на 2 ноември 1932 година в село Лешани, Охридско, тогава в Югославия. Учи в Лешани, Белчища и Охрид. В Битоля завръшва педагогическо училище, а в Скопие - Висше педагогическо училище и история на литературата на народите на Югославия във Философския факултет на Скопския университет. На 30 юни 1975 година защитава докторска дисертация във Философския факултет в Нови Сад с тезата “Книжевното дело и живот на Радослав К. Петкоски“.
Ристески работи в основните училища в селата Оровник, Злести и Требенища, като и в педагогическото училище и в гимназията в Охрид (1960 - 1978). Работи като самоятелен педагогически съветник за македонски език (1978 - 1983). От 1983 до пенсионирането си в 1993 година е професор по „македонски език“ в университетите в Прищина и Ниш, а във Факултета за туризъм и ресторантьорство в Охрид преподава културно наследство и култура на обслужването.
Важна част от неговото научно творчество прояснява създаването на официалния македонски литературен език през 1944-1945 г. Той критикува този процес и най-вече ролята на главния езиков кодификатор Блаже Конески, считан за баща-основател и икона на югославската македонска култура. Оставайки ясно в рамките на македонизма, Ристески заема алтернативно-дисидентски позиции по отношение на някои скопски езикови и исторически догми.
Неговото индивидуално и свободолюбиво мислене предизвиква вниманието на югославските македонски тайни служби, които го подлагат на стриктен контрол. Това е документирано в книгата „Моите кодоши“ (2001), където Ристевски публикува обширни части от досието за него.
Умира на 31 януари 2021 година в Охрид.